# Khumbila
Khumbila (též nazývaná Mount Khumbila nebo Khumbu Yül-Lha), volně přeloženo jako „Bůh Khumbu“, je hora ve východním Nepálu v pohoří Himálaj v oblasti Khumbu. Khumbila je vysoká 5 761 m n. m. a nachází se v národním parku Sagarmatha. Hora je považována za domov Boha místní oblasti a příliš posvátná na to, aby byla vylezena některým z místních Šerpů.

## Náboženský význam
Modlitby za Khumbilu jsou údajně datovány do doby, kdy předci Šerpů ještě žili v Tibetu, tedy před více než 500 lety. Místní budovy často mají modlitební vlaječky na bambusových hůlkách, aby uctívali Khumbilu.

## Výstupy
Khumbila nebyla nikdy vylezena. Pouze jeden pokus před rokem 1980 skončil, když byli horolezci zabiti v lavině. Žádné další pokusy již nebyly uskutečněny.

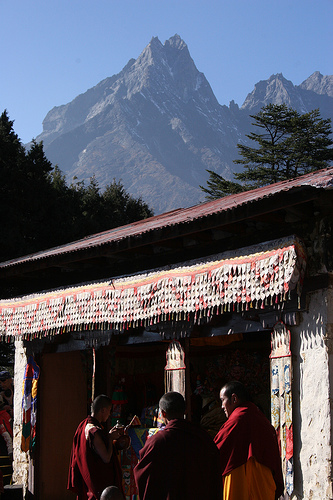
Mniši z kláštera Tengboče s čajem během festivalu Mani Rimdu. V pozadí hora Khumbila.